# 五島龍之介
五島 龍之介（ごとう りゅうのすけ、1982年5月13日 - ）は、日本の俳優。神奈川県出身。
特技は殺陣、アクション、サッカー。

## 来歴・人物
2004年にアルタミラピクチャーズ製作、「歌謡曲だよ人生は」の映画制作にスタッフ、出演者として参加。
それをきっかけに演技の魅力に惹かれ活動を開始。現在は映画、テレビドラマで活躍。

## 出演

### 映画
- 「劇場版シグナル 長期未解決事件捜査班」(監督 橋本一、2020年)
- 「プリズナーズ・オブ・ゴーストランド」(監督 園子温、主演 ニコラスケイジ、2020年)
- 「HiGH&LOW THE WORST」(監督 久保茂昭、2019年)
- 「コンフィデンスマンJP ロマンス編」(監督 田中亮、2019年)
- 「翔んで埼玉」(監督 武内英樹、2019年)
- 「マスカレードホテル」(監督 鈴木雅之、2019年)
- 「検察側の罪人」(監督 原田眞人、2018年)
- 「HiGH&LOW THE MOVIE 3 / FINAL MISSION」(監督 久保茂昭、2017年)
- 「HiGH&LOW THE MOVIE 2 / END OF SKY」(監督 久保茂昭、2017年)
- 「都合の良い話」(監督 山本太一、2016年)
- 「mount fuji」(監督 春田鮎、2015年)
- 「ファイティングマンソング」(監督 米島克哉、2015年)
- 「ロシアンルーレット」(監督 吉村宗光、2014年)
- 「約束」(監督 櫻はやと、2010年)
- 「実録 無敵道」(監督 辻裕之、2007年)
- 「歌謡曲だよ、人生は」(監督 宮島竜治、2007年)

### TVドラマ
- 「雨に消えた向日葵」第4話（2022年8月14日、WOWOW）[1]
- 「竜の道 二つの顔の復讐者」5話 (関西テレビ・フジテレビ、2020年)[2]
- 「Giri / Haji」シーズン1(Netflix、2019年)[2]
- 「ルパンの娘」8話 (フジテレビ、2019年)
- 「ストロベリーナイト・サーガ」7話 (フジテレビ、2019年)
- 「夢食堂の料理人〜1964東京オリンピック選手村物語〜」(NHKスペシャルドラマ、NHK、2019年)
- 「メゾンドポリス」9話 (TBS、2019年)
- 「インハンド」3話 (TBS、2019年)
- 「絶叫」4話　(WOWOW、2019年)
- 「やすらぎの刻〜道」76話 (倉本聰 脚本作品、テレビ朝日、2019年)
- 「相棒17」18、19話 (テレビ朝日、2019年)
- 「いだてん〜東京オリムピック噺〜」第一章 3話～12話 (大河ドラマ、NHK、2019年)
- 「新しい王様」3話 (TBS、2019年)
- 「大誘拐2018」(フジテレビ、2018年)
- 「噂の女」(BSジャパン、2018年)
- 「スモーキング」(テレビ東京、2018年)
- 「命売ります」(BSジャパン、2018年)
- 「紺田照の合法レシピ」(amazonプライム、2018年)
- 「アイシー〜瞬間記憶捜査・柊班〜」第2話・第3話（2025年1月28日・2月4日、フジテレビ） - 押田大樹 役[3]

### CM
- ミドリ安全 専属モデル 2017期/2018期/2019期
- ホテルルートイン　wowowスタートCM
- キリン「FIRE 新しくなった微糖編」
- 日清食品「カップヌードル 」
- Bigoude「pour toujoursプールトゥジュール」
- キューピー「キューピーコーワαドリンク」
- 野村不動産「プラウドシティ越中島」
- 「洋服の青山」
- ハウス食品「ウコンの力」
- wow wow 「trip 時を超えて」

### 舞台
- 劇団アンティーク第21回公演「旅立ちの人」(演出 岡崎貴宏、栗原信二 役、下北沢オフオフシアター、2016年)
- KENプロデュース第21回公演「籠」(演出 加納健二、鎌田 役、戸野廣浩司記念劇場、2015年)
- ユナイデットパフォーマンススタジオ主催公演「陽のあたる庭」(演出 たんじだいご、梶原 役、笹塚ファクトリー、2013年)
- 大久保遊人プロデュース アインシュタイン 第一回公演「夜を賭けて」(演出 山下直也、有真 役、space早稲田 演劇フェスティバル参加作品、協力 流山児事務所、2012年)
- KENプロデュース 第12回公演「嘘つきの姫と三人の絵師」(演出 加納健司、フィジャ 役、下北沢 北沢タウンホール 大ホール、2012年)
- 劇団ブレーメンパレード 第三回公演「ウルル」(演出 岡崎圭介、ヤンガー 役、池袋 劇場GEKIBA、2011年)
- KENプロデュース 第9回公演「300年の絵画と鉄仮面の姫君」(演出 加納健司、東潘 役、下北沢 北沢タウンホール 大ホール、2011年)
- サムライ プロデュース公演 「ビキニも夢見る白い部屋」(演出 加納健司、袴田 役、練馬文化会館、2009年)
- Aチームアカデミー公演「switch」(演出 佐々木裕子、千秋 役、2007年)
- Aチームアカデミー公演「喜びの孤独な衝動」(演出 佐々木裕子、ウォルター 役、2006年)